# Saturnia emiliae
Saturnia emiliae är en fjärilsart som beskrevs av Standfuss 1892. Saturnia emiliae ingår i släktet Saturnia och familjen påfågelsspinnare. Inga underarter finns listade.